# ماتيلدا زيغلر
ماتيلدا زيغلر (23 يوليو 1964)، (بالإنجليزية: Matilda Ziegler)‏ هي ممثلة إنجليزية بدأت مسيرتها الفنية سنة 1987.

## وصلات خارجية
- ماتيلدا زيغلر على موقع IMDb (الإنجليزية)
- ماتيلدا زيغلر على موقع ألو سيني (الفرنسية)
- ماتيلدا زيغلر على موقع قاعدة بيانات الفيلم (الإنجليزية)
- ماتيلدا زيغلر على موقع كينوبويسك (الروسية)